# Maria Magdalena od Męki Pańskiej
Maria Magdalena od Męki Pańskiej, właśc. Maria Magdalena Starace, wł. Maria Maddalena Starace (ur. 5 września 1845 w Castellammare di Stabia, zm. 13 grudnia 1921 tamże) – włoska zakonnica, stygmatyczka, założycielka Zgromadzenia Sióstr Współczujących Służebnic Maryi, błogosławiona Kościoła rzymskokatolickiego.
Była najstarszym z sześciorga dzieci Francesca i Marii Rosy Starace. Mając 12 lat wstąpiła do klasztoru, jednak w wieku 14 lat opuściła go ze względu na słabe zdrowie. Założyła zgromadzenie zakonne Sióstr Współczujących Służebnic Maryi (wł. Suore Compassioniste Serve di Maria, C.S.M.).
Przez wiele lat przeżywała ekstazy, doświadczała stygmatów, a także opętania.
Zmarła 13 grudnia 1921 roku w opinii świętości i została pochowana w sanktuarium.
Beatyfikował ją papież Benedykt XVI w dniu 15 kwietnia 2007 roku.